# Steromapedaliodes sanchezi
Steromapedaliodes sanchezi is een vlinder uit de onderfamilie Satyrinae van de familie Nymphalidae. De wetenschappelijke naam van de soort is voor het eerst geldig gepubliceerd in 2001 door Viloria & Pyrcz.